# Ruggero Andreozzi
Ruggero Andreozzi (Modena, 3 marzo 1978) è un doppiatore italiano.

## Biografia
Durante l'adolescenza frequenta il Liceo scientifico Alessandro Tassoni di Modena, coltivando anche la passione per la chitarra. Comincia nel 2000 a lavorare in una radio della città; si forma frequentando l'Accademia Nazionale di Arti Cinematografiche a Bologna e il Centro Teatro Attivo di Milano, studiando sotto la guida di Rodolfo Bianchi, Massimo Giuliani e Aldo Stella. Presta la sua collaborazione soprattutto presso gli studi di Milano, e occasionalmente anche presso quelli di Roma. Il suo lavoro interessa cartoni animati, nei quali è molto attivo, film e videogiochi; in quest'ultimo campo è noto per essere la voce italiana di Vergil in DmC Devil May Cry.
È la voce di Kite Tenjo in Yu-Gi-Oh! Zexal e in Yu-Gi-Oh! Arc V, Uryu Ishida in Bleach, Trafalgar Law in One Piece, George Blagden in Vikings, Avan Jogia in Victorious, Neal Bledsoe in Ironside ed è la seconda voce di Nathan Kress in iCarly, inoltre è la voce di Bayek da Siwa in Assassin's creed Origins. Il suo scrittore preferito è Lewis Carroll.
È la voce dei promo dell'emittente radiofonica R101 e dal 2017 al 2018 dei promo di Boomerang.

## Doppiaggio

### Film
- Ary Abittan in Non sposate le mie figlie!, Non sposate le mie figlie! 2, Riunione di famiglia - Non sposate le mie figlie! 3
- Jonathan Rhys Meyers in Bella del Signore, Ai confini del mondo - La vera storia di James Brooke, Mercy
- Nicolas Duvauchelle in Proiettile vagante, Proiettile vagante 2
- Robbie Amell in Code 8, Code 8 - Parte II
- Frank Grillo in La legge dei più forti
- Samuel Child in The Hamiltons
- Christian Contreras in Spiders 3D
- Diego Martìn in Rec 3 - La genesi
- Eric Mabius in Reeker - Tra la vita e la morte
- Boyd Holbrook in Milk
- Bruno Bruni Jr in French Kissing - A caccia di baci
- Ken'ichi Matsuyama in Genghis Khan - Il grande conquistatore
- Kresimir Mikic in Padre Vostro
- Derek Luke in Il bunker
- Charlie Cox in King of Thieves
- Remi Adeleke in The Plane
- Jase Rivers in Winnie-the-Pooh - Sangue e miele
- Shuntarō Yanagi in Tokyo Ghoul - Il film
- Rossif Sutherland in Orphan: First Kill
- Charlie Weber in The Painter
- Winston Duke in The Fall Guy
- Will Catlett in Abigail
- Pekka Strang in La morte è un problema dei vivi
- Bashir Salahuddin in Miller's Girl

### Film d'animazione
- Shinsuke Takasugi in Gintama the Movie: A New Translation - Capitolo di Benizakura, Gintama the Movie: Capitolo finale - Tuttofare per sempre, Gintama the Movie: The Final
- Ichigo Kurosaki in Bleach: Memories of Nobody e Bleach: The DiamondDust Rebellion
- Choo Choo in Top Cat - Il film, Top Cat e i gatti combinaguai
- Wabisuke Jinnouchi in Summer Wars
- S.Ten. Heymans Breda in Fullmetal Alchemist - The Movie: Il conquistatore di Shamballa
- Derek ne L'incantesimo del lago: Un magico Natale
- Sabo in One Piece Gold - Il film
- Dubs in The Seven Deadly Sins: Cursed by Light
- Tomura Shigaraki in My Hero Academia: Heroes Rising
- Lancer/ Cú Chulainn in Fate/stay night: Heaven's Feel - I. presage flower
- Trafalgar Law in One Piece Stampede - Il film, One Piece Film: Red
- Abraham Lincoln in America: Il Film
- Kosuke Mizutani in Detective Conan - ...e le stelle stanno a guardare
- Kurahashi in Sword Art Online - The Movie: Ordinal Scale
- Lanciere in Goblin Slayer The Movie: Goblin’s Crown
- Goro Domoto in The First Slam Dunk
- Shuichi Akai in Detective Conan: Episode "One" - Il detective rimpicciolito (edizione home video)
- Asahi Azumane in Haikyu!! Battaglia all'ultimo rifiuto
- Pavel Baraja in Overlord - Il film: Capitolo del Santo Regno

### Serie animate
- Kidomaru in Naruto
- Assistente del Kaioshin del sesto universo, Barry Kahn e Catopesra in Dragon Ball Super
- Apollo in Zatch Bell!
- Akira Jougasaki in Welcome to the NHK
- Papà Tiger in Daniel Tiger
- Eclipse in Maxwell: The Explorer of the Worlds X
- Remy Lebeau/Gambit in Wolverine e gli X-Men
- Pietro Maximoff in X-Men: Evolution
- Francesco in Romeo × Juliet
- Ty Archer in Grossology
- Dilweed Chuck in Numb Chucks
- Mr. Charming in Little Charmers
- Nanashi in MÄR
- Mukuro Rokudo in Tutor Hitman Reborn!
- Saint Phoenix in Happy Lucky Bikkuriman
- Shuichi Akai in Detective Conan (settima voce)
- Suigetsu Hozuki e ninja sconosciuto in Naruto Shippuden
- Sol Daystar in Inazuma Eleven GO
- Gandares Ballon in Inazuma Eleven GO Galaxy
- Digger in Le avventure di Chuck & Friends
- Nobuyuki Sugou in Sword Art Online
- Bruno/Antinomy in Yu-Gi-Oh! 5D's
- Kite Tenjo in Yu-Gi-Oh! Zexal e Yu-Gi-Oh! Arc-V
- Yuto (stagione 2) in Yu-Gi-Oh! Arc-V
- Akira Zaizen in Yu-Gi-Oh! VRAINS
- Sideswipe in Transformers: Robots in Disguise e Transformers: Rescue Bots.
- Trafalgar Law (ep. 474+) è Morgans in One Piece
- Re Julien in Tutti pazzi per Re Julien
- Shinobu Hiruyn in Beyblade Shogun Steel
- Artemisio in Pokémon
- Shion di Aries in I Cavalieri dello zodiaco - The Lost Canvas
- Hinahoho in Magi: Le avventure di Sinbad
- Lancer/ Cú Chulainn in Fate/stay night: Unlimited Blade Works
- Flat Escardos e Gille de Rais in Fate/Apocrypha
- Shinji Matou in Fate/Extra Last Encore
- Chao Zin in Beyblade Metal Masters e Beyblade Metal Fury
- Nagino in Twin Princess - Principesse gemelle
- Naoki Minamo in Beyblade Burst
- Tomura Shigaraki in My Hero Academia
- Johnny Silver in Adrian
- Taffy in Taffy[2]
- Kyogai in Demon Slayer - Kimetsu no yaiba
- Uryū Ishida in Bleach[3]
- Yoruba in Kuromukuro
- Castellano e Illega in Edens Zero
- Dracula (St. 4) in Castlevania
- Padre di Arthur in Fire Force
- Red Eye in Assassination Classroom
- Welf Crozzo in DanMachi
- Asahi Azumane in Haikyu!! - L'Asso del Volley
- Kento Nanami in Jujutsu Kaisen
- Magic Myc in Inside Job
- Ryuchi Sanada in Beelzebub
- Sherlock Holmes in Lupin III - Una storia senza fine
- Shinsuke Takasugi in Gintama (2ª voce)
- Eritrocita BD7599 in Cells at Work! BLACK - Lavori in corpo
- Lanciere in Goblin Slayer
- Kleiman in That Time I Got Reincarnated as a Slime
- Beryl Gardinant in Da campagnolo stagionato a gran maestro di spada
- Claude Lucci in Mashle
- Kyle Osment in L'eroe è morto!
- Usagi in I Got a Cheat Skill in Another World and Became Unrivaled in the Real World, Too
- Vlad Kills in Bastard!! - L'oscuro dio distruttore
- Ray Manchester/Capitan Man in Henry Danger Motion Comic
- Logan/Wolverine in X-Men '97
- Parker in Secret Level

### Serie televisive
- Avan Jogia in Victorious, iParty con Victorious
- George Blagden in Vikings
- Taecyeon in Dream High
- Niall Matter in Primeval: New World
- Nahee De-Tiege in Power Rangers Samurai
- Alejandro Albaracìn in Tierra de Lobos - L'amore e il coraggio
- Aaron Abrams in I commedianti
- Simon Rex in Monarch Cove
- Nathan Kress in iCarly (2° voce), iParty con Victorious, Sam & Cat
- Paul David Story in Nip/Tuck
- Jack Griffo in School of Art
- Russell Hornsby in Proven Innocent
- Dominic Cooper in Preacher
- Derek Luke in The Purge
- Dani Tatay in Una vita
- Wolfgang Cerny e Stephan Käfer in Tempesta d'amore
- Porlan Guinzburg in Cata e i misteri della sfera
- Willy Martin in Isa TVB
- Amar Chadha-Patel in The Decameron
- Steve Toussaint in House of the Dragon
- Ebon Moss-Bachrach in The Bear
- Derek Mears in The Guardians of Justice
- Dimitri Stapfer in Frieden - Il prezzo della pace
- Sikandar Kher in Citadel: Honey Bunny

### Televisione
- Voce ufficiale di Bonsai TV
- Voce ufficiale di Sky Cine News, Top Ten ed Extra
- Gage Hubbard in Face Off
- Varie voci in Haunted Collector - Il collezionista dell'occulto

### Videogiochi
- Fred e George Weasley in Harry Potter e l'Ordine della Fenice (2007),[4] Harry Potter e i Doni della Morte - Parte 1 (2010),[5] Harry Potter e i Doni della Morte - Parte 2 (2011)[6]
- Jack Keane in Jack Keane: Al riscatto dell'Impero britannico (2007)[7]
- Barry B. Benson in Bee Movie Game (2007)[8]
- Tenente Vasquez in Call of Duty 4: Modern Warfare (2007)[9]
- Caporale Mitchell Ambrose in BlackSite: Area 51 (2007)[10]
- Personaggi vari in Assassin's Creed (2007)
- Starkiller in Star Wars: Il potere della Forza (2008) e Star Wars: Il potere della Forza II (2010)
- Ray Dark e Seymour Hillman in Inazuma Eleven (2008)[11]
- Sergente Roebuck in Call of Duty: World at War (2008)[12]
- Kano e Lanterna Verde in Mortal Kombat vs DC Universe (2008)
- Benjamin Warner in Resistance 2 (2008)[13]
- Rumble in League of Legends (2009)
- Shawn Frost/Aiden Frost in Inazuma Eleven 2 (2009)[14]
- Leonardo da Vinci in Assassin's Creed II (2009),[15] Assassin's Creed: Brotherhood (2010)[16]
- Sergente Foley in Call of Duty: Modern Warfare 2 (2009)[17]
- Percival Travis e Gazelle/Bryce Whitingale in Inazuma Eleven 3 (2010)[18]
- Noble Six in Halo: Reach (2010)
- Tepeu in Majin and the Forsaken Kingdom (2010)
- Spyro in Skylanders: Spyro's Adventure (2011)
- John Tanner in Driver: San Francisco (2011)[19]
- George Davidson in Assassin's Creed III: Liberation (2012)[20]
- Conrad Verner in Mass Effect 3 (2012)[21]
- Mehtan in Diablo III (2012)[22]
- Lord Trevor Pendleton in Dishonored (2012)[23]
- Tian Zhao in Call of Duty: Black Ops II (2012)[24]
- Vergil in DmC Devil May Cry (2013)[25] La caduta di Vergil (2013)[25]
- Salem in Army of Two: The Devil's Cartel (2013)[26]
- Jin Jiè in Battlefield 4 (2013)[27]
- Basilius in Ryse: Son of Rome (2013)
- Barone Riverdare in Hearthstone (2014)[28]
- Delsin Rowe in Infamous: Second Son (2014),[29] Infamous: Second Son: Paper's Trail (2014),[29] Infamous: First Light: Cole's Legacy (2014)[29]
- Cuthbert e Mehtan in Diablo III: Reaper of Souls (2014)[22]
- Sebastian Castellanos in The Evil Within (2014),[30] The Evil Within 2 (2017)[31]
- Max in Sunset Overdrive (2014)[32]
- Maximilien de Robespierre in Assassin's Creed: Unity (2014)[33]
- Nikola Tesla in The Order: 1886 (2015)[34]
- JD Fenix in Gears of War 4 (2016),[35] Gears 5 (2019)[36]
- Capitano Tai Lastimosa in Titanfall 2 (2016)[37]
- Bayek di Siwa in Assassin's Creed: Origins (2017)[38]
- Charles Ronson in Horizon Zero Dawn (2017)[39]
- John Seed in Far Cry 5 (2018)[40]
- Simon in Detroit: Become Human (2018)[41]
- Harry Osborn in Spider-Man (2018)[42] e Spider-Man 2 (2023)[43]
- Cesar Pedrone in Just Cause 4 (2018)[44]
- Fuse in Apex Legends (2019)[45]
- Damir in Metro Exodus (2019)[46]
- Katagawa Jr. e Katagawa Ball in Borderlands 3 (2019)[47]
- Chamber in Valorant (2020)
- Ika-Ika (pessimista) in Crash Bandicoot 4: It's About Time (2020)[48]
- Grim e Bayek di Siwa in Assassin's Creed: Valhalla (2020)[49]
- Declan "Brick" Griffin, Scorpion, Arasaka e Det. Han in Cyberpunk 2077 (2020)[50]
- Scartobot in Ratchet & Clank: Rift Apart (2021)[51]
- Stripes in Blaze and the Monster Machines: Axle City Racers (2021)[52]
- Renfrick in Back 4 Blood (2021)[53]
- Dott. Ian Malcolm in Jurassic World Evolution 2 (2021)[54]
- Nathan McKane in Grid: Legends (2022)[55]
- Obi-Wan Kenobi in LEGO Star Wars: La saga degli Skywalker (2022)[56]
- Simon 'Ghost' Riley in Call of Duty: Modern Warfare II (2022),[57] Call of Duty: Modern Warfare III (2023)[58]
- Cha Cha in Need for Speed: Unbound (2022)[59]
- CNMN in Hi-Fi Rush (2023)[60]
- Aidan Chen in Dead Space (remake) (2023)[61]
- Jack Krauser in Resident Evil 4 (remake) (2023)[62]
- Brenik in Horizon Forbidden West (2023)[63]
- Feodor, marinaio ferito e Ogai in Diablo IV (2023)[64]
- Havik in Mortal Kombat 1 (2023)[65]
- Ryoma Sakamoto / ronin eccentrico in Rise of the Rōnin (2024)[66]
- Mitsumune, Shindo Hiroshii e Ujimasa in Assassin's Creed Shadows (2025)[67]

### Programmi televisivi
- Dave Kindig in Salt Lake Garage

### Pubblicità
- Lidl (2024)

### Audiolibri
- 25 Modi per Dirti Addio di Laura Polato
- Lee Child - La saga completa di Jack Reacher (25 libri) (Audible)
- Agatha Christie (6 libri) (Audible)
- Fabio Volo (4 libri) (Audible)
- Sir Arthur Conan Doyle (4 libri) (Audible)